# Roger Bensasson
Pour les articles homonymes, voir Bensasson.
Roger Bensasson, né le 29 juin 1931 à Paris, est un peintre et graveur français.

## Biographie
Roger Bensasson vit et travaille à Bagnolet. Dans les années 1960, il fréquente L'Académie de la Grande Chaumière et les académies d'Henri Goetz. De 1986 à 1996, il enseigne à l'académie Goetz-Dadérian. Il participe régulièrement au Salon des réalités nouvelles à Paris, à la triennale de gravures petits formats de Chamalières, à la biennale d'estampes de Sarcelles.

## Style
Son travail s'inscrit d'abord dans l'art concret. Il prend part au mouvement MADI et s'engage dans l'art construit. Il travaille désormais davantage avec le carton comme matériau, qui se prête aux trois dimensions plus que la toile, et il simplifie ce qu'il représente à la notion de signe.

## Expositions personnelles (sélection)
- 1990 : Galerie Sylvie Bruley, Paris
- 1991 : Galerie St Charles Rose, Paris
- 1991 : Bibliothèque de Bagnolet
- 1995/1998/2000 : Galerie Claude Dorval, Paris
- 1996 : Galerie K, Paris
- 2004 : Chez Dominique Ledoux, Paris
- 2009 : Avec Toon Janssen, Galerie de Vierde Dimensie, Hollande et Galerie Grand'Eterna, Paris
- 2019 : Avec Claude Barrère, Galerie 21, Toulouse[4]

## Expositions collectives (sélection)
- 1995 : Hommage à Marcelle Cahn, Strasbourg
- 2000 : Le livre et ses possibles, galerie Claude Dorval, Paris
- 2003 : L'Art construit aujourd'hui à Paris, Museo d’Arte Contemporanea, Calasetta, Sardaigne
- 2005 : L'original, le multiple, un parcours dans l'estampe contemporaine, Bibliothèque Nationale, Paris
- 2006 : Monochromes Madi, galerie Orion, Paris
- 2007 : Permanence de l'abstraction géométrique aux Réalités Nouvelles, Château de Tours
- 2007 : Madi noir et blanc, Mairie du 20e, Paris
- 2008 : Mouvement Madi de Buenos Aires à Paris, Maison de l'Amérique latine, Paris
- 2008 : Triangle-Haromszög, Madi Galeria, Budapest, Hongrie
- 2008 : Madi international, Galerie Scoglio di Quarto, Milan, Italie
- 2009 : Pour faire simple, exposition inaugurale de Paris concret
- 2009 : De geometrie Van Madi, Gorinchem, Pays-Bas
- 2010 : Noir et Blanc Madi, à Bergame, Italie[5]
- 2016 : Roger Bensasson - Joël Besse - Charles Bézie, Espaces et variations, Maison des arts, Châtillon (Hauts-de-Seine)[6]

## Collections publiques
- Museo civico d’arte contemporanea, Calasseta, Sardaigne
- Bibliothèque Nationale, Paris
- Bibliothèque d'Orléans
- Musée Satoru, Tomé, Japon
- Madi Museum, Hongrie
- Collection d'art concret, Maubeuge